# اکوپراکسی
اکوپراکسی (به انگلیسی: Echopraxia) (همچنین به عنوان اکوکینزیس شناخته می‌شود) به تکرار یا تقلید غیرارادی اعمال شخص دیگر گفته می‌شود. مشابه اکوالالیا  (تکرار غیرارادی صداها و مبانی زبانی) یکی علائم مشخص این اختلال، پدیده‌های پژواکی «اعمال تقلیدی خودکار بدون آگاهی صریح» از یک عمل است. این اختلال مدت‌هاست که به عنوان یکی از ویژگی‌های اصلی سندرم تورت شناخته و یک تیک پیچیده در نظر گرفته می‌شود، اما در اختلالات طیف اوتیسم، اسکیزوفرنی و کاتاتونی، آفازی و اختلالات مربوط به رفلکس مبهوت مانند اختلال لاته رخ می‌دهند. اکوپراکسی در افراد مبتلا به صرع، زوال عقل و اختلالات خودایمنی نیز مشاهده می‌شود. علل و ارتباط بین اکوپراکسی و این اختلالات همچنان نامشخص است.
ریشه‌شناسی این اصطلاح از یونان باستان است: «ἠχώ (ēkhō) از ἠχή (ēkhē  به معنای صدا) و πρᾶξις (praksis، به معنای عمل، فعالیت، تمرین)».

## مشخصات
اکوپراکسی انعکاس غیرارادی یک عمل مشاهده شده‌است. اعمال تقلیدی می‌تواند از کارهای حرکتی ساده مانند برداشتن تلفن تا اعمال خشونت‌آمیز مانند کتک زدن فرد دیگر باشد.
یادگیری تقلیدی و تقلید از اعمال فیزیکی و کلامی برای رشد اولیه (تا سن دو یا سه سالگی) حیاتی است، اما زمانی که این رفتارها به‌جای ابزاری برای یادگیری به واکنشی ناخواسته تبدیل گردد، به عنوان پدیده‌های پژواک (رفتارهای کپی کردن) در نظر گرفته می‌شوند.

## علل
اکوپراکسی یک علامت معمول از سندرم تورت است اما علل آن به خوبی درک نشده‌است.

انیمیشن لوب پیشانی

یکی از دلایل نظری که موضوع بحث‌های مداوم است، نقش سیستم عصبی آینه‌ای (MNS) در این اختلال می‌باشد. گروهی از نورون‌ها در شکنج پیشانی تحتانی (ناحیه F5) مغز که ممکن است بر رفتارهای تقلیدی تأثیر بگذارد، شناخته شده‌اند. اما این طرح‌های عصب شناختی همچنان به‌طور گسترده مورد پذیرش قرار نگرفته‌اند. مدل‌های محاسباتی برای توصیف اینکه چگونه فعالیت نورون آینه‌ای از عملکردهای شناختی مانند تقلید پشتیبانی می‌کند نیز انجام گرفته‌است.

## تشخیص
هیچ آزمایش رسمی برای تشخیص اکوپراکسی وجود ندارد. تشخیص آن در افراد بالای پنج سال آسان‌تر است، زیرا کودکان کوچکتر اغلب از اعمال دیگران تقلید می‌کنند.
تقلید را می‌توان به دو نوع تقسیم کرد: یادگیری تقلیدی و تقلید خودکار. یادگیری تقلیدی زمانی اتفاق می‌افتد که فرد آگاهانه یک عمل مشاهده شده را تقلید می‌کند تا مکانیسم پشت آن عمل را بیاموزد و خودش آن را انجام دهد. نوزادان بلافاصله پس از تولد شروع به تقلید کردن حرکات می‌کنند. این رفتار در حدود سه سالگی کاهش می‌یابد به همین دلیل قبل از این سن تشخیص اکوپراکسی ممکن نبوده و تشخیص تقلیدی و تقلید خودکار دشوار است. اگر رفتار تقلیدی فراتر از دوران شیرخوارگی ادامه یابد، ممکن است اکوپراکسی در نظر گرفته شود.
اکوپراکسی در افراد مسن‌تر به سادگی قابل تشخیص است زیرا رفتارهای ارادی آنها در مقابل رفتارهای تقلیدیشان قابل تمایز دهی است. این افراد گزارش می‌دهند که پس از مشاهده انجام یک عمل، میل غیرقابل کنترلی برای تکرارش احساس می‌کنند. رفتار خودکار گهگاه در بزرگسالان سالم وجود دارد (به عنوان مثال، هنگامی که شخصی خمیازه می‌کشد، ممکن است او نیز همین کار را انجام دهد). این رفتارها اکوپراکسی محسوب نمی‌شوند.